# 根府川站
根府川站（日语：／ Nebukawa eki */?）位於日本神奈川縣小田原市根府川，是東日本旅客鐵道（JR東日本）東海道本線上的鐵路車站。車站編號JT 18。
该站被选为关东车站百选之一。

## 歷史
1896年（明治29年）至1922年（大正11年），人車鐵道、輕便鐵道豆相人車鐵道（之後的熱海鐵道）在此地高處設有「根府川站」。
- 1922年（大正11年）12月21日：國鐵熱海線國府津站～真鶴站間路段開通，車站同步開業，開始經營旅客與貨物運輸。
- 1923年（大正12年）9月1日：關東大地震引發土石流，一列往真鶴方向的下行列車（8輛編組，乘客約150名）與站房；月台被沖入海中。造成車上約110名乘客與月台上二十多名民眾死亡。土石流也造成周邊居民多人傷亡。車站僅殘存一座止衝擋[2][3]。

車站翌年重建，原來的月台已在海底形成漁礁，成為水肺潛水的潛水景點。
真鶴町當地人士在1934年（昭和9年）9月23日將沉入海底的列車打撈上岸。部分捐給鐵道省，部分以廢鐵處理。之後，舊鐵道博物館對外展示布滿牡蠣殻的管線與機車車牌「977」（960形蒸氣機車）。現在館內展示品僅剩車牌。
女兒在此事故喪生的駿河銀行創始人岡野喜太郎在1932年（昭和7年）於真鶴站面海處設置慰靈碑，1973年（昭和48年）根府川站職員於驗票口旁設置『關東大震災殉難碑』。
- 1934年（昭和9年）12月1日：丹那隧道通車，熱海線編入東海道本線。
- 1970年（昭和45年）5月20日：貨運服務廢止。
- 1972年（昭和47年）3月15日：行李托運服務廢止。
- 1987年（昭和62年）4月1日：國鐵分割民營化，轉為東日本旅客鐵道所屬的車站。
- 1999年（平成11年）：根府川站入選關東車站百選。
- 同年，「東京近郊區間」擴大，納入東海道線平塚站～熱海站，當中包含本站。
- 2001年（平成13年）11月18日：IC卡「Suica」啟用，本站為首批適用車站範圍。
- 2002年（平成14年）3月1日：改為無人站。

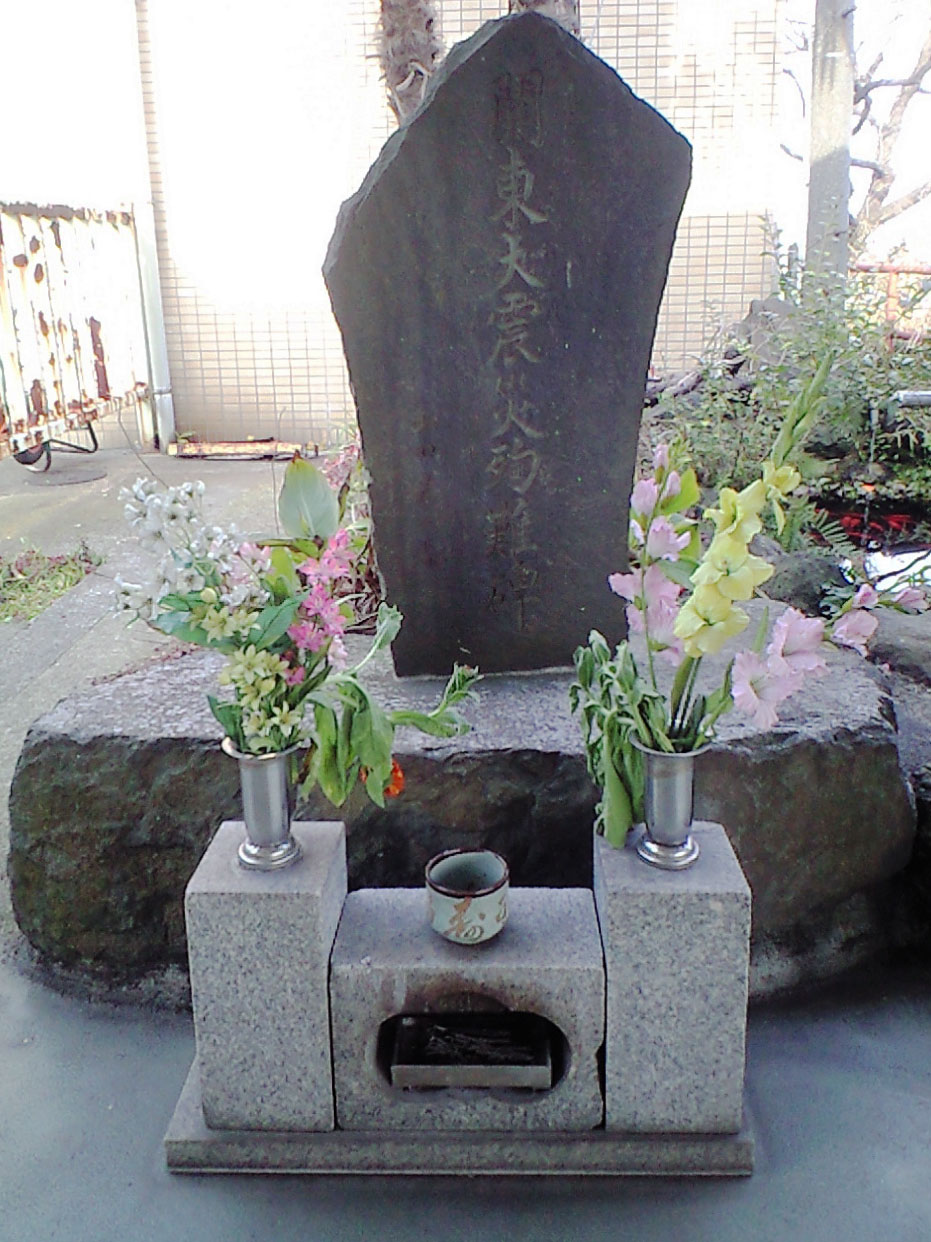
追悼關東大地震受害者的『關東大震災殉難碑』
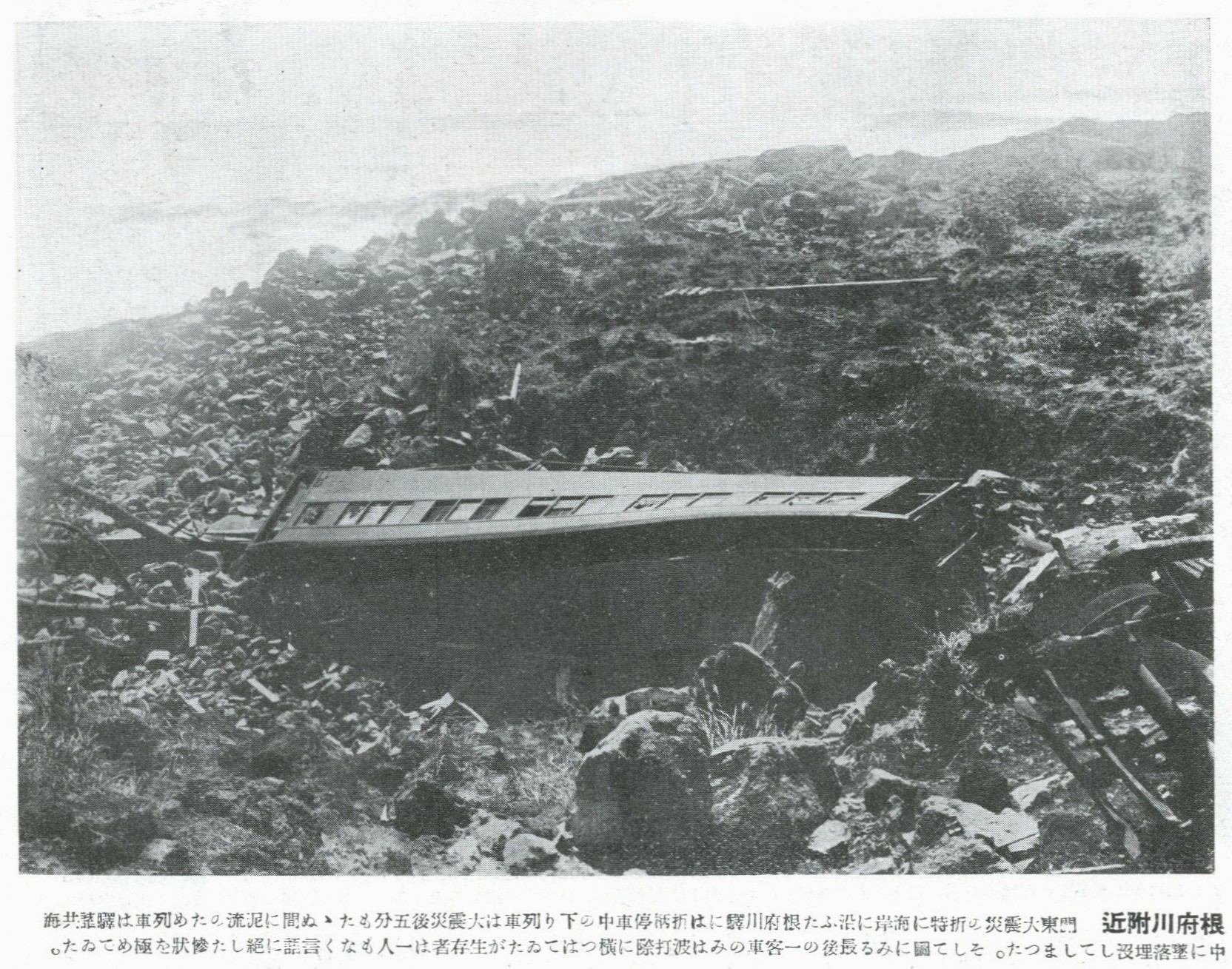
留於海岸的客車
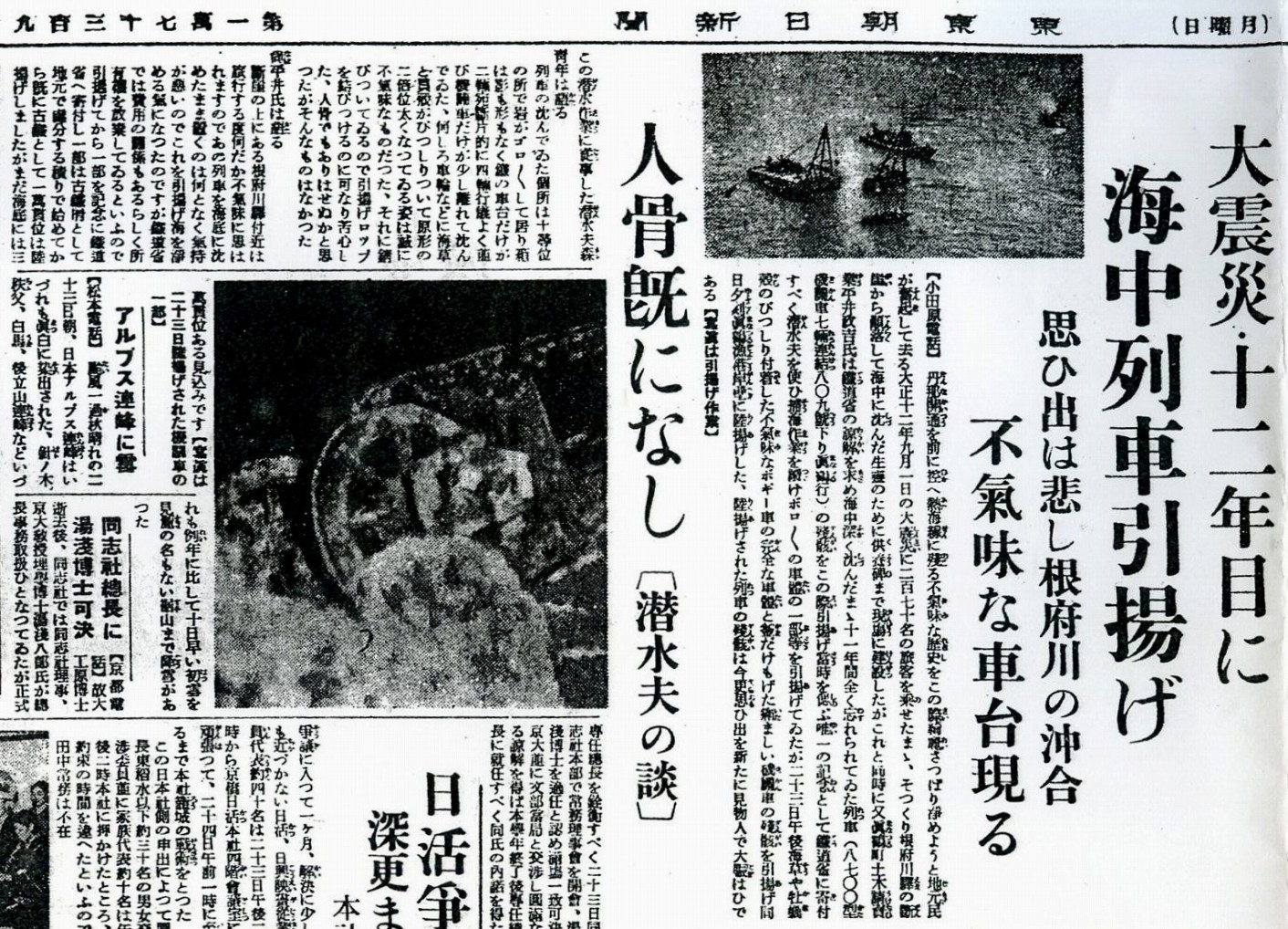
報導打撈海中列車的東京朝日新聞

## 車站構造
本站为地面車站，共计设置了2座站台、3条轨道，西侧为岛式站台、东侧为侧式站台。最西侧原本设有货运专用的1站台，但在1970年时撤除，因此现在只有2至4站台。车站东面隔国道135号面向相模湾，在晴天可以隔海眺望远处的房总半岛和伊豆大岛。日本诗人茨木童子曾以本站为题材发表了名为《根府川的海》的诗歌。在元旦时JR东日本运行的“初日之出”号临时列车也会在本站停车。3號線是上下線兩方的待避線（平日上行1班、下行8班使用，週六日有上行1班、下行7班使用）。
由于车站高度差较大（站台海拔为45米），站房和站台分别在山崖上下，站台的跨线桥与木造站房处于同一高度，但没有设置电动扶梯或电梯。
站内设有简易Suica检票机、自动售票机（售票时间为8:30至16:30）和上车站证明书发行机，但没有设置自动精算机。有时会由临近车站派来的站员回收车票或进行补票。因此，自动售票机旁设置了内线电话，以便无人管理时乘客与真鹤站联系。
在站台延长工程完工前，停靠该站的15节编组列车会关闭相应的部分车门。
自动售票机关机时若要在该站乘坐绿色车厢，可将上车站证明书出示给车内乘务员，从而以预先付款的票价乘坐。
2017年10月1日，西小坂井站 - 相見站區間（蒲郡站除外）無人化以前，本站是東海道本線（美濃赤坂支線除外）唯一的無人站。之後2020年12月1日起，西岡崎站 - 逢妻站區間（安城站、東刈谷站、刈谷站除外）也無人化。

### 月台配置
| 月台 | 路線     | 方向 | 目的地                                              | 備註       |
| ---- | -------- | ---- | --------------------------------------------------- | ---------- |
| 2    | 東海道線 | 上行 | 小田原、橫濱、東京、宇都宮、高崎方向 （上野東京線） |            |
| 3    | 東海道線 | 上行 | 小田原、橫濱、東京、宇都宮、高崎方向 （上野東京線） | 上下待避線 |
| 3    | 東海道線 | 下行 | 熱海、伊東、沼津方向                                | 上下待避線 |
| 4    | 東海道線 | 下行 | 熱海、伊東、沼津方向                                |            |

（來源：JR東日本:車站構內圖 （页面存档备份，存于））

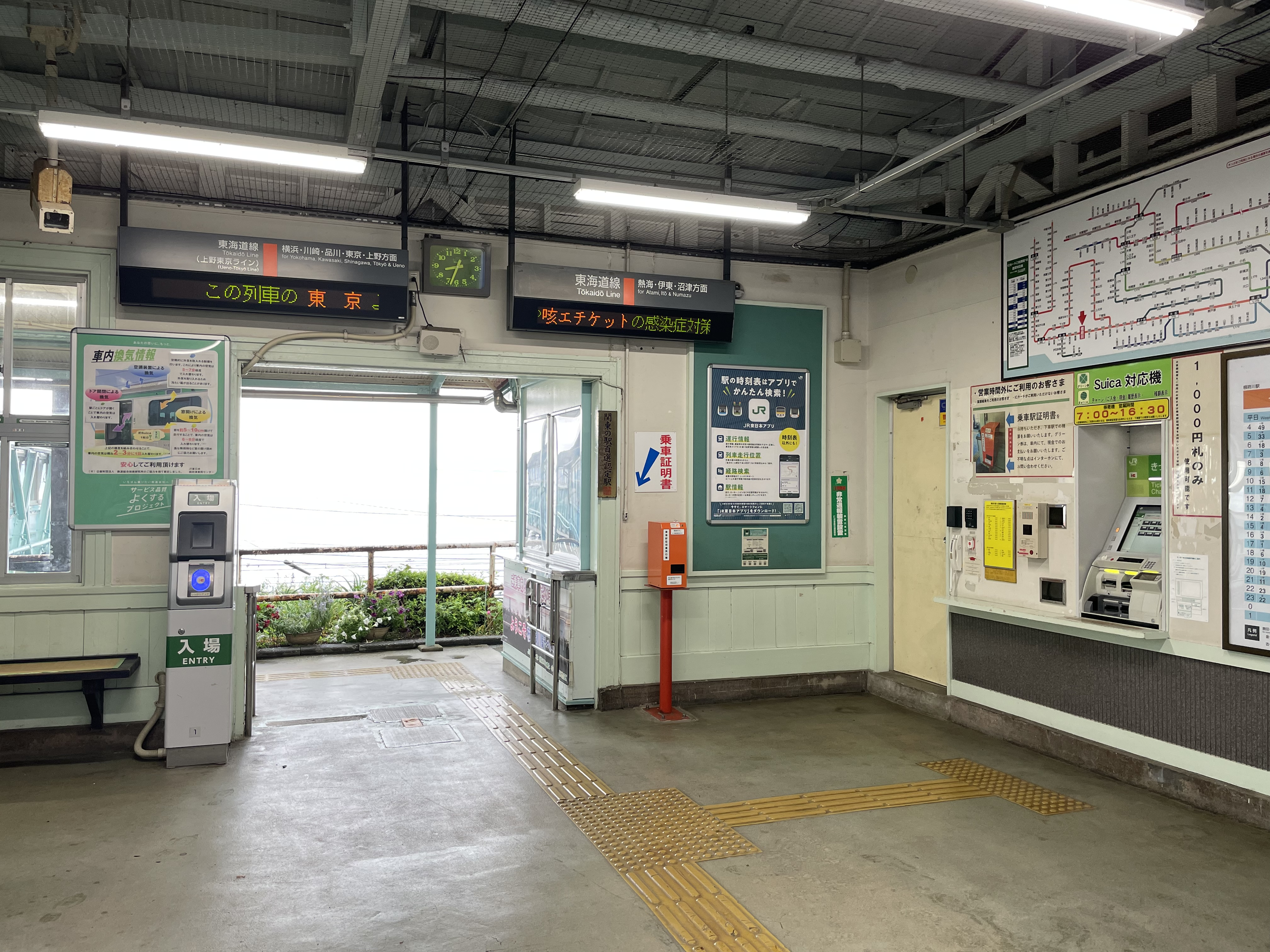
閘口、售票机
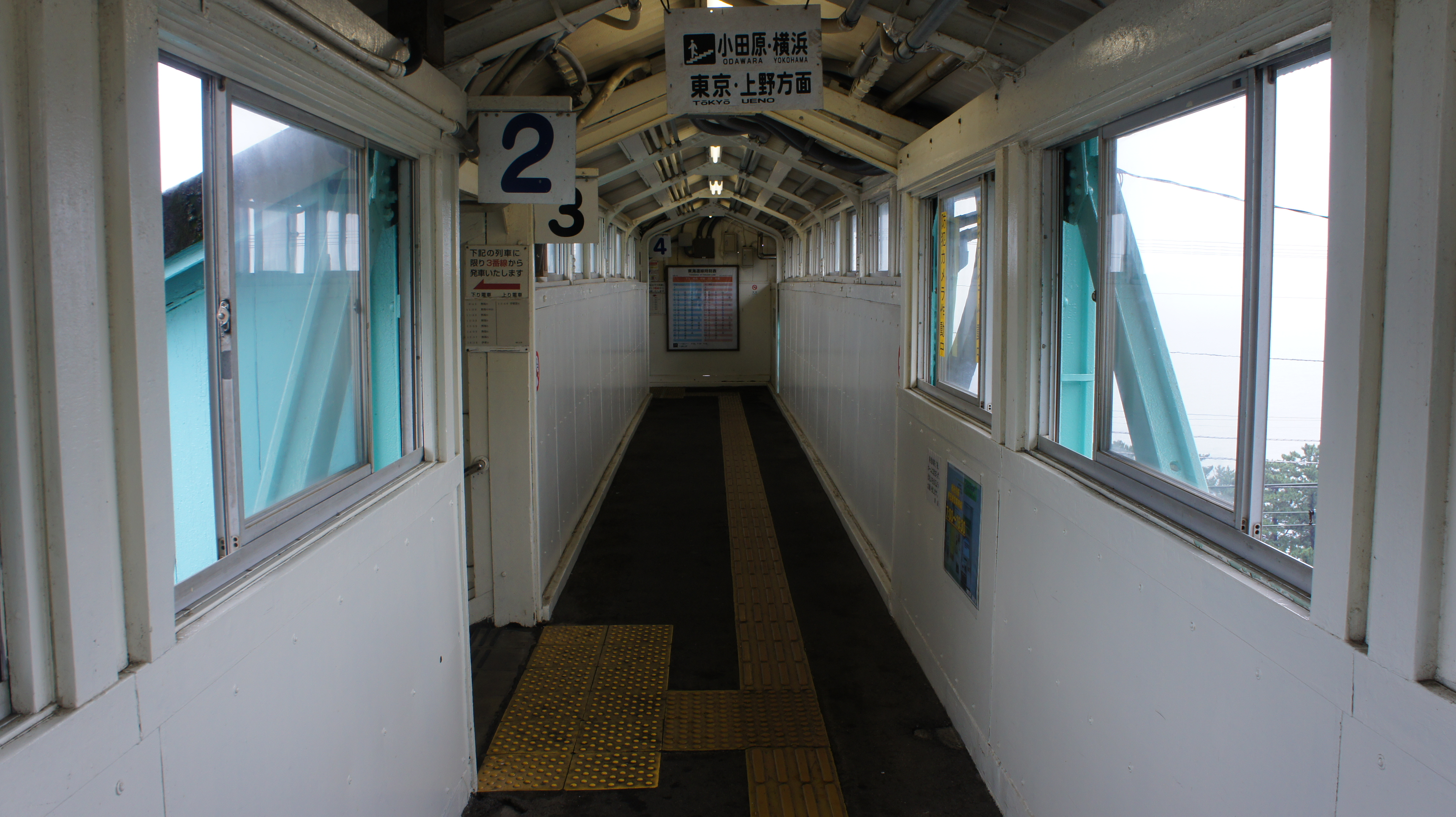
跨線天橋
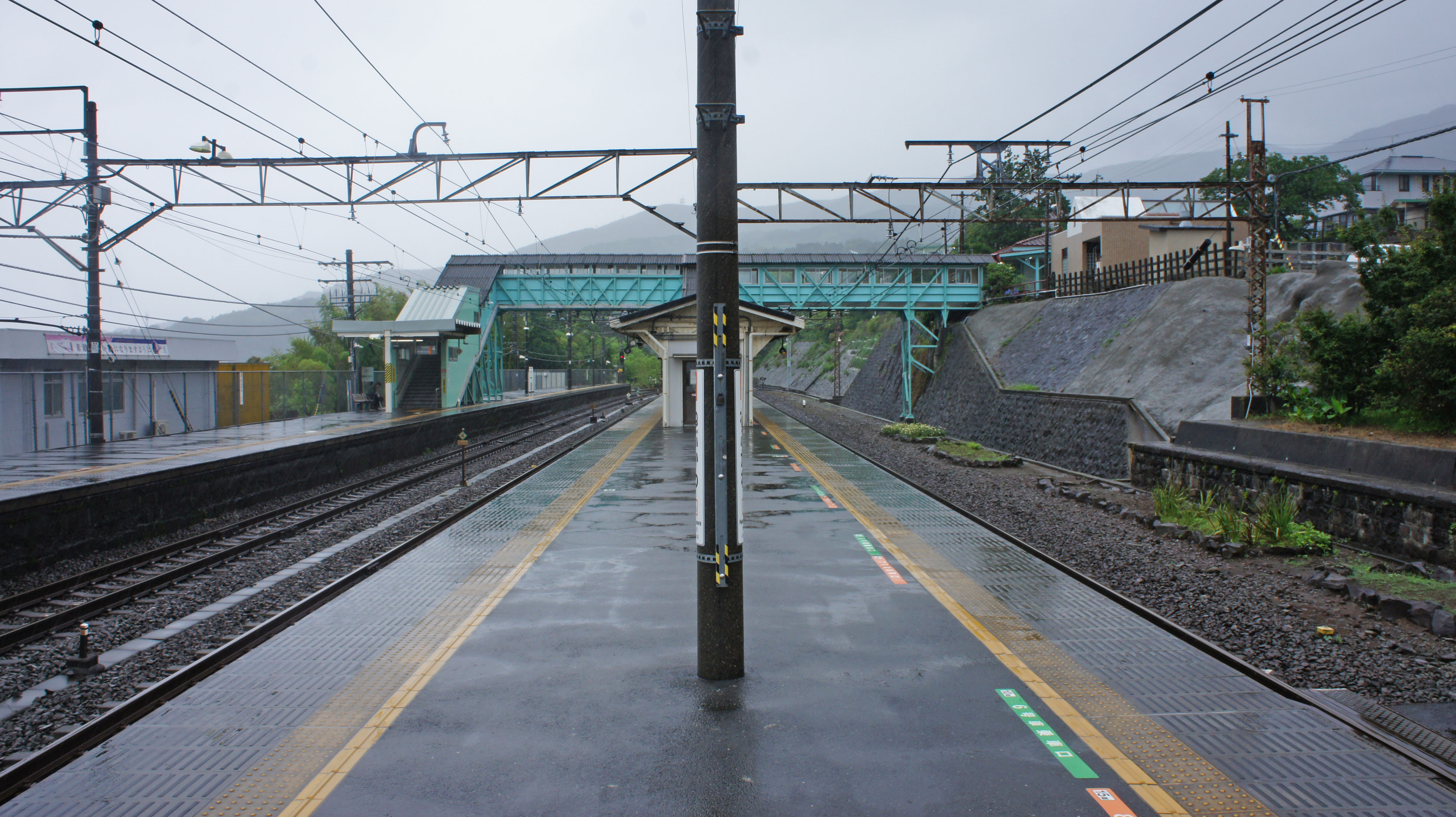
月台（右端為2號月台、左端為4號月台）
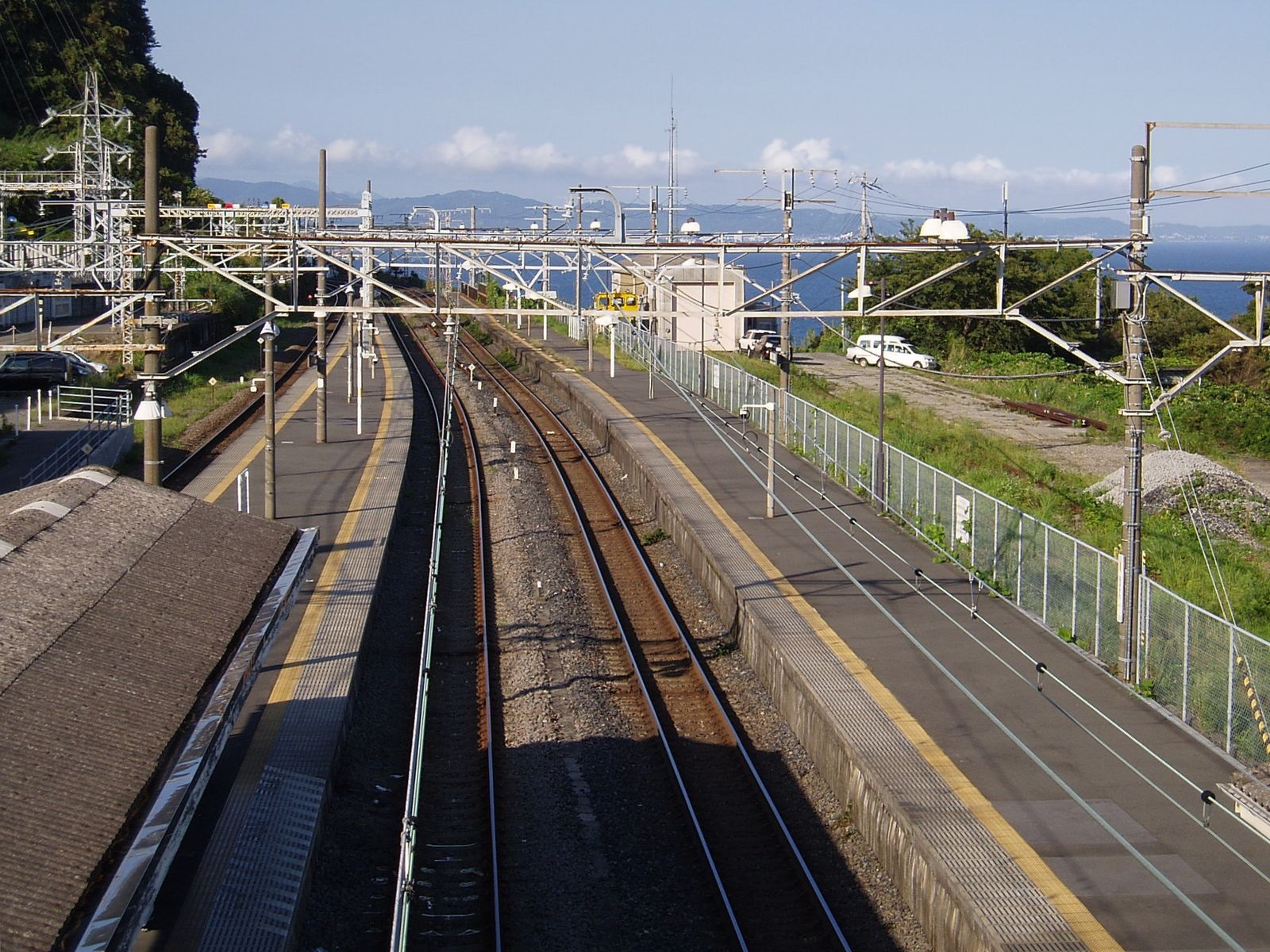
跨線天橋望向東京方向。
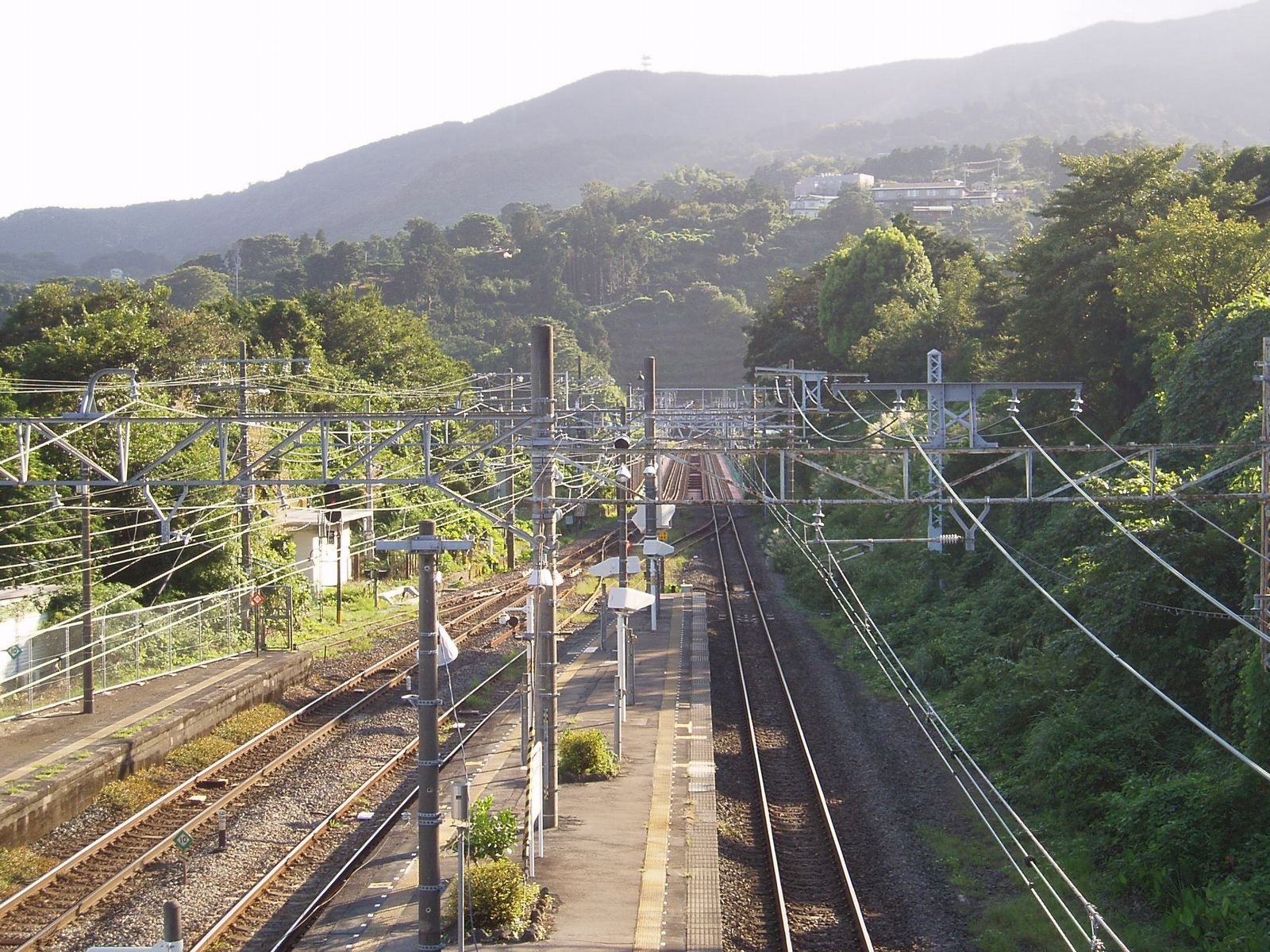
跨線天橋望向熱海方向。

## 利用狀況
2008年度1日平均上車人次為639人。由於是無人站，2009年度以後的上車人次推移不再公布。
| 年度   | 1日平均 上車人次 |
| ------ | ---------------- |
| 1995年 | 391              |
| 1998年 | 498              |
| 1999年 | 466              |
| 2000年 | 460              |
| 2001年 | 595              |
| 2002年 | 640              |
| 2003年 | 627              |
| 2004年 | 620              |
| 2005年 | 610              |
| 2006年 | 607              |
| 2007年 | 633              |
| 2008年 | 639              |
| 2009年 |                  |

## 車站周邊

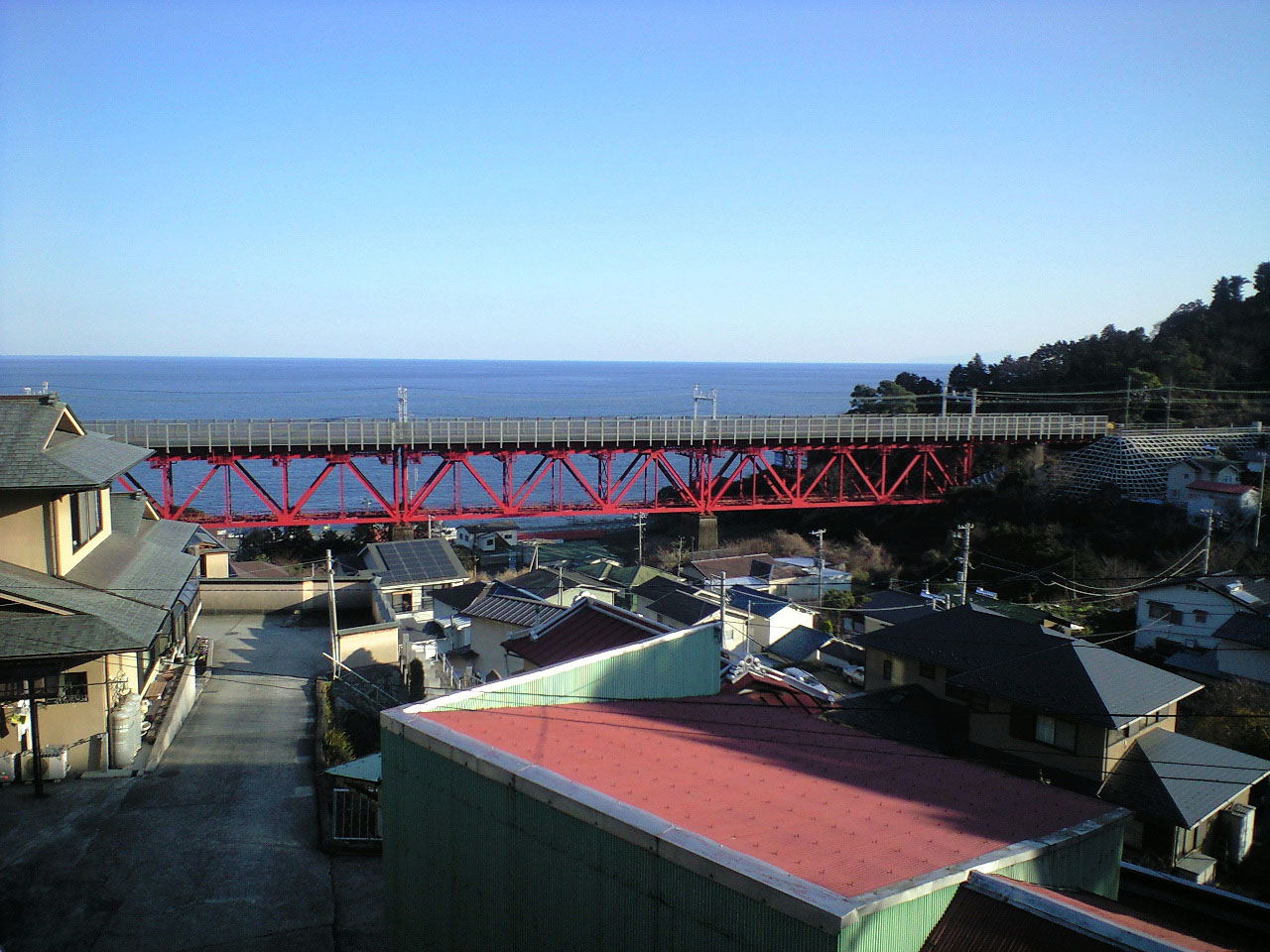
白糸川橋梁

根府川是箱根火山熔岩根府川石的產地，但現在開採重心已移往北側的米神之谷。另外，周邊一帶曾是過去日本重要的蜜柑產地，現已大幅衰退。
1996年動工至今尚未完成的小田原湯河原廣域農道，不僅具有農產品的運輸功能，也具有防災、交通舒緩、推動觀光農業、地方創生等功能。
- 根府川溫泉（日语：根府川温泉）
  - 小田原希爾頓溫泉度假酒店（日语：ヒルトン小田原リゾート&スパ）
- 公益財團法人小田原文化財團
  - 江之浦測候所[17]
- 相翁松之碑（日语：相翁松の碑）
- 社會福祉法人寶安寺 社會事業部
- 白糸川
  - 白糸川橋梁（日语：白糸川橋梁）是神奈川橋梁百選（日语：かながわの橋100選）之一。
- 根府川關所跡
- 江之浦漁港（日语：江之浦漁港）
- 江之浦海水浴場
- 籠清（日语：籠清）江之浦店

### 公共設施
- 小田原市役所（日语：小田原市役所）片浦支所
- 小田原市役所江之浦保育園
- 神奈川縣農業技術中心足柄地區事務所根府川分室

### 學校
- 小田原市立片浦小學校（日语：小田原市立片浦小学校）

### 郵局、金融機關
- JA神奈川（日语：かながわ西湘農業協同組合）片浦支店
- 根府川郵便局

### 公園
- 根府川綠色廣場

### 神社佛閣
- 寺山神社（「鹿島踊」為神奈川縣指定無形民俗文化財（日语：民俗文化財））
- 釋迦堂

### 道路
- 神奈川縣道740號小田原湯河原線（日语：神奈川県道740号小田原湯河原線）（舊國道135號（日语：国道135号））
- 小田原湯河原廣域農道（日语：小田原湯河原広域農道）
- 國道135號（舊真鶴道路（日语：真鶴道路））

## 巴士路線
站前廣場有箱根登山巴士「根府川站」巴士站。
| 行經         | 目的地       |
| ------------ | ------------ |
|              | 石名坂       |
| 早川、箱根口 | 小田原站東口 |

## 圖片集

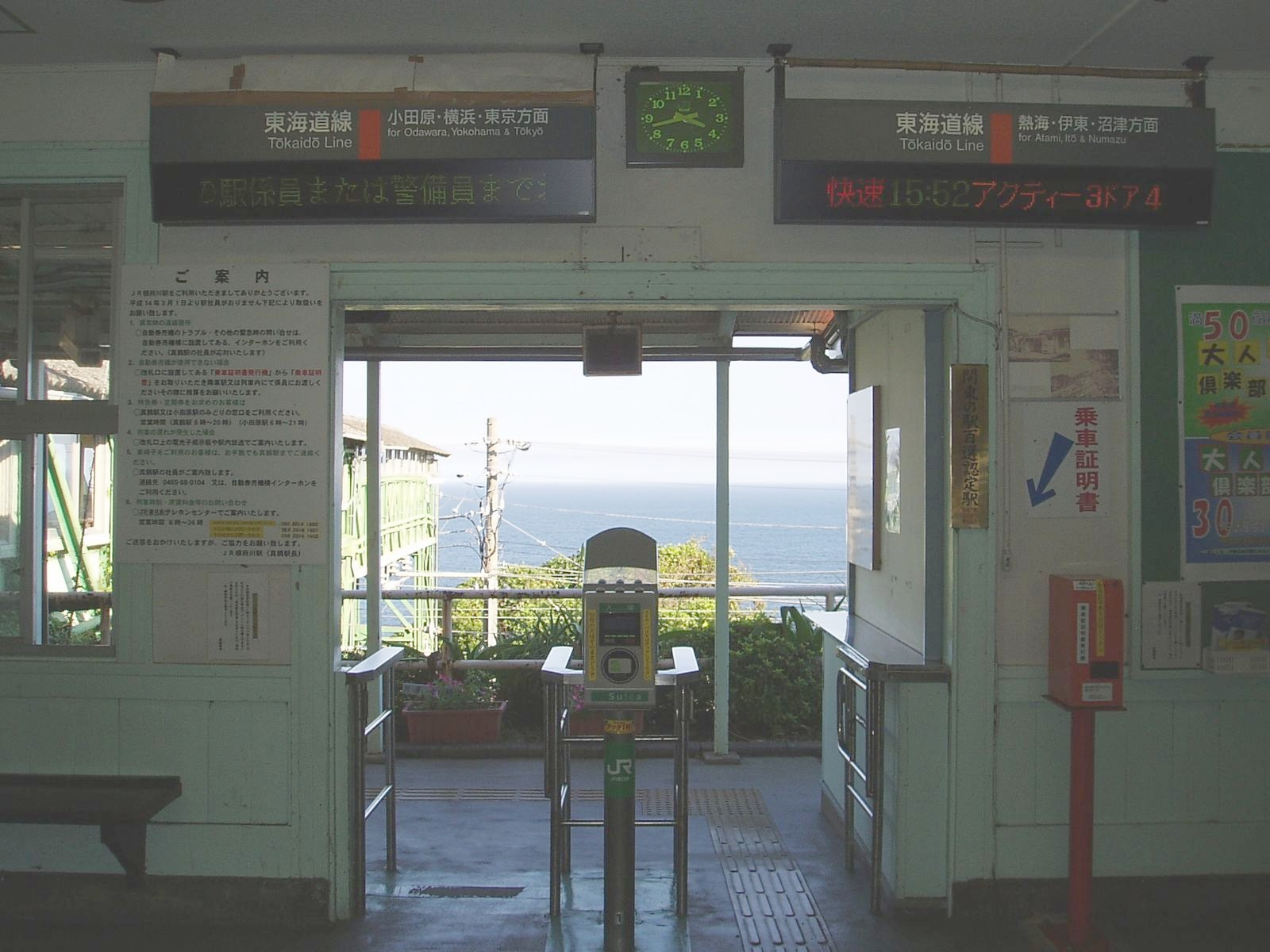
由候車室往檢票口方向望去
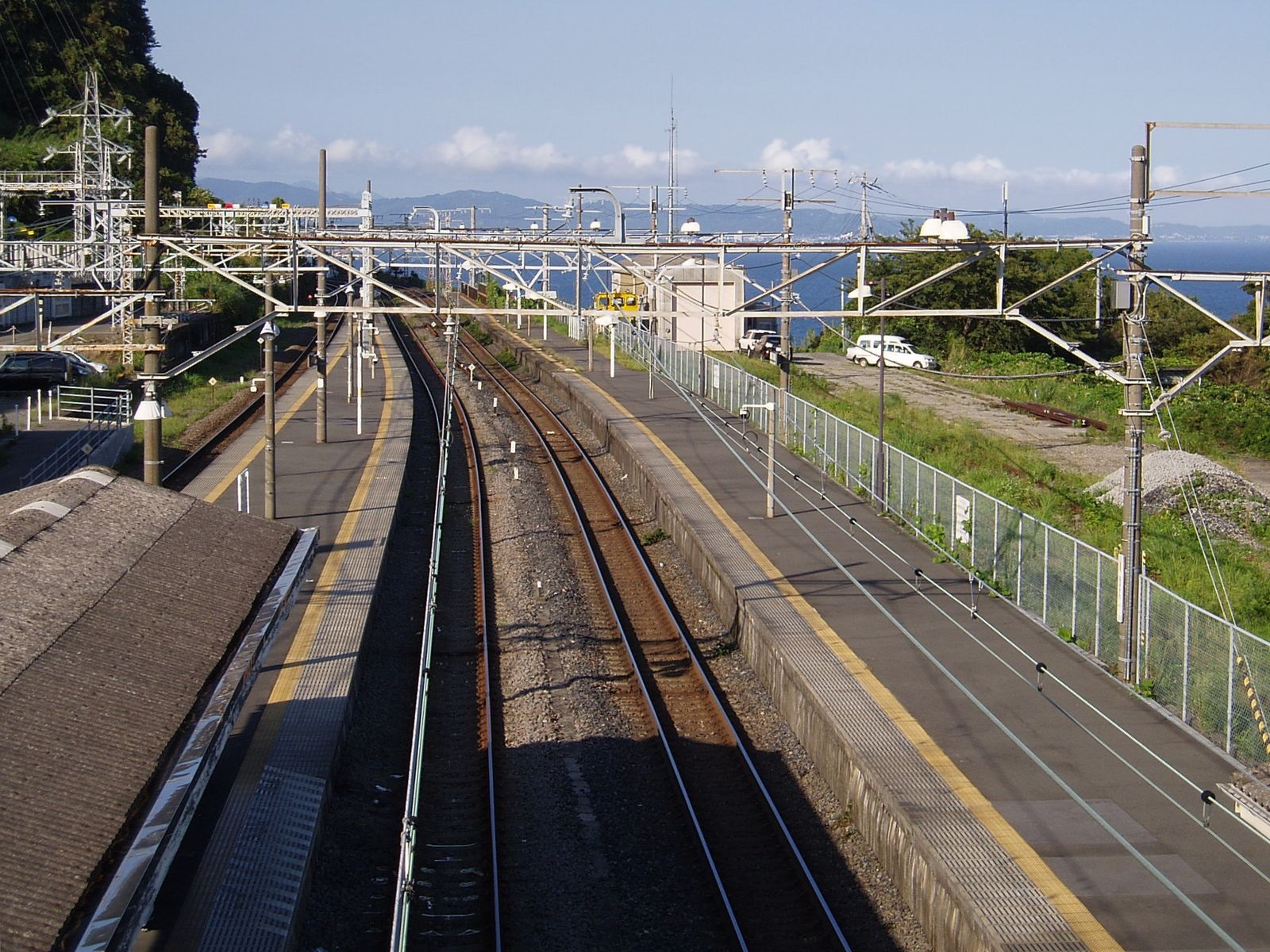
跨線橋，往東京方向望去
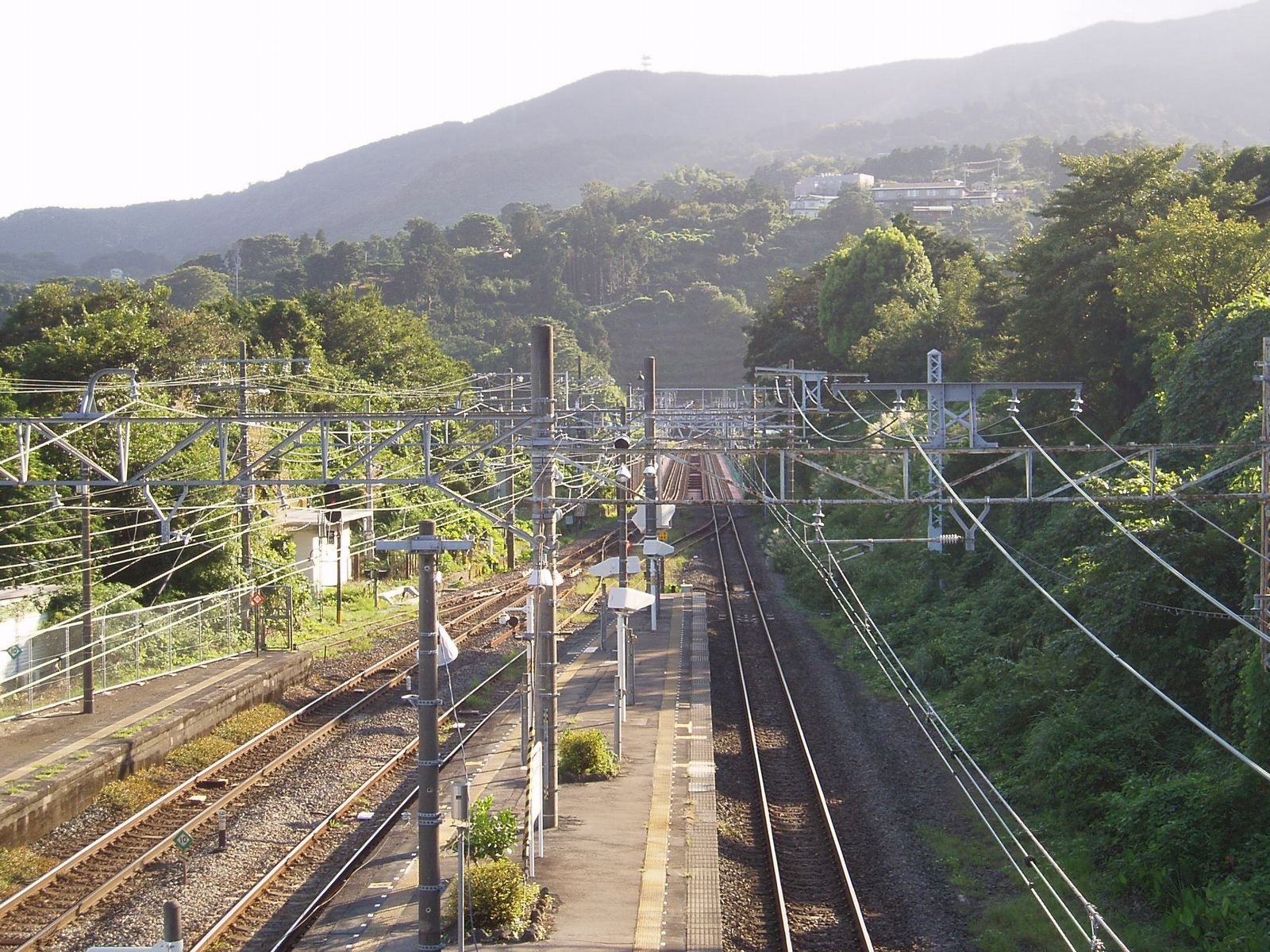
跨線橋，往神戶方面望去
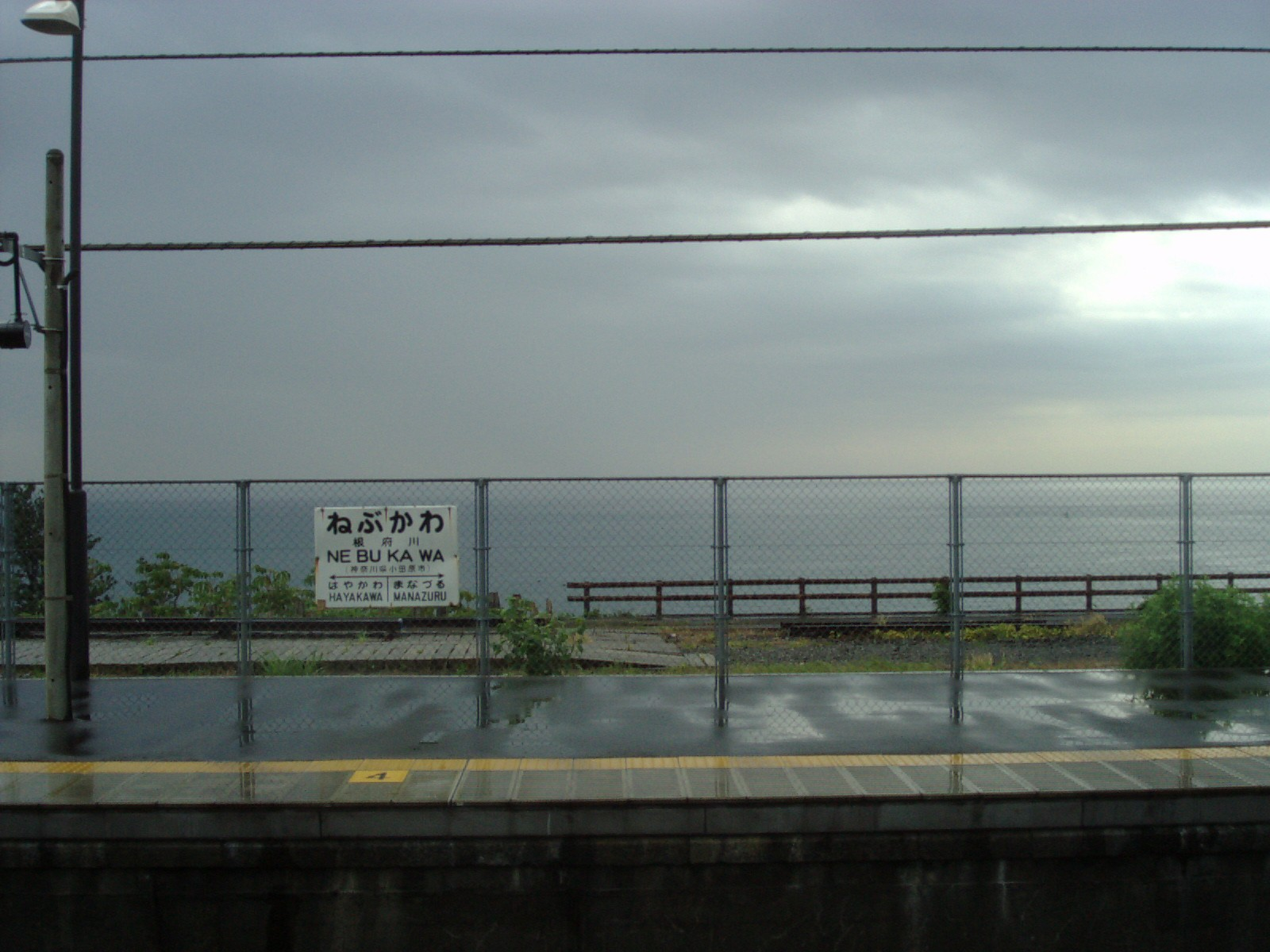
4號線月台的背面可以見到太平洋

## 「名胃站」
在動漫《爆笑管家工作日誌2》（ハヤテのごとく！），其中一集各人前往下田的溫泉，三千院止無故在根府川站與早川站之間的「名胃站」（ない駅）下車想買便當，結果卻趕不及開車而迷路。這一個虛構的車站就以根府川站的外型為參考。

## 相鄰車站
東日本旅客鐵道
 東海道線
早川（JT 17）－根府川（JT 18）－真鶴（JT 19）

## 外部連結
- 車站資訊（根府川）：東日本旅客鐵道

35°12′9.80″N 139°8′18.53″E / 35.2027222°N 139.1384806°E